# Portret kobiety zainspirowany Lukrecją
Portret kobiety zainspirowany Lukrecją – obraz autorstwa Lorenza Lotta namalowany około 1530–1532 roku.

## Opis obrazu
Obraz został namalowany w XVI wieku po powrocie artysty z Rzymu i Bergamo do Wenecji. Lotto, w odróżnieniu od współczesnych mu malarzy, nadawał swoim portretom wrażenie ruchu. Jego postacie pochodzące z wyższych sfer zamiast w zastygniętej, sztywnej pozie, jak było w zwyczaju, przekazywały, poprzez gesty i spojrzenia, pewne ukryte zdarzenia lub alegorie.
Na portrecie Lotto przedstawił nieznaną kobietę ubraną w elegancki, teatralny strój Lukrecji, rzymskiej bohaterki, która po zniewoleniu przez syna Tarkwiniusza Pysznego, chcąc ratować honor swój i męża, popełniła samobójstwo. Postać wskazuje na szkic z podobizną Lukrecji, pod którym znajduje się dodatkowo łacińska inskrypcja nawiązująca do zdania wypowiedzianego przez rzymskiego historyka Tytusa Liwiusza – Nec vlla impudica Lucretia exempio vivet (I tak żadna nieskromna kobieta nie może powoływać się na przykład Lukrecji).

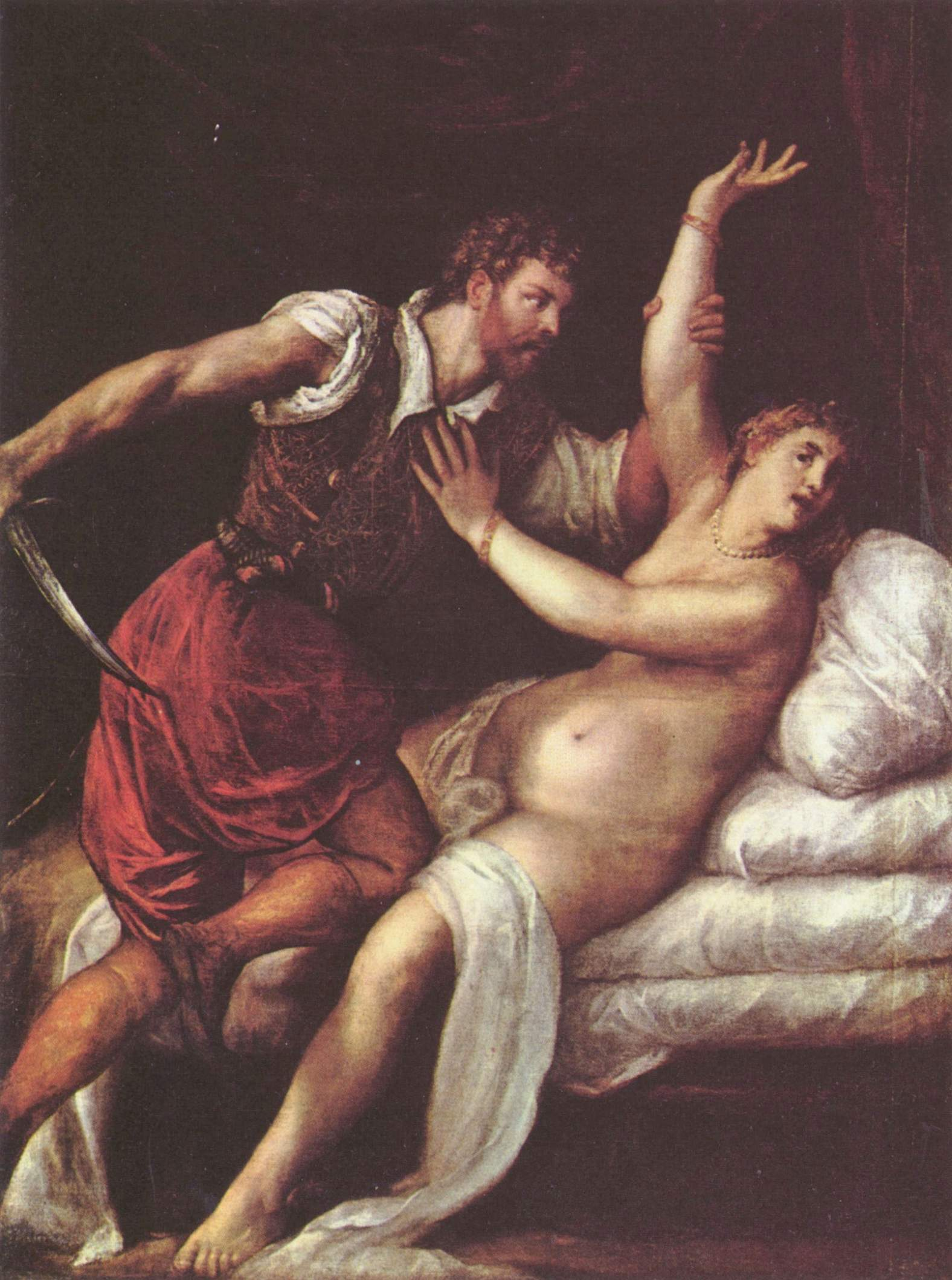
Scena gwałtu syna Tarkwiniusza na Lukrecji, na obrazie Tycjana - Tarquinius Sextus i Lukrecja

Poniżej kartki znajduje się kwiat laku, który uważany jest za symboliczne odniesienie do mitologicznej sceny gwałtu boga Hadesu na Persefonie. Niekiedy był również używany jako dowód miłości. Wymowa obrazu nawiązuje do przykładu wierności małżeńskiej i jej potencjalnego zagrożenia.

## Technika
Lotto większość swoich portretów malował na planie prostokąta, dzięki czemu uzyskiwał horyzontalny format pozwalający na włączenie pejzażu widocznego przez okno z tyłu lub z boku postaci. Na Portrecie kobiety zainspirowany Lukrecją źródło światła znajduje się w przestrzeni widza, po prawej stronie dzieła. Dzięki gestowi ręki i lekkiemu nachyleniu postaci, Lotto zastosował pewien układ kompozycyjny: niewidoczną przekątną, biegnącą domyślnie z dolnego lewego rogu do górnego prawego.